# 動情週期
動情週期，又名發情週期、發情期，是雌性有胎盤哺乳類動物擁有的一種經常性生理變化，而且這類動物只能在發情期交配。動情週期由身體的性激素所誘導產生。動情週期與排卵期有關，即自前一次排卵期至下一次排卵期之間的時間長度稱為一個週期。動物體內的各種激素濃度還有動物能否生育都與動情週期有關。各種動物的動情週期長度不同。
動情週期在性成熟的青春期雌性開始出現，至休情期或者懷孕期間暫時停止，直到下一週期開始。這個循環會一直持續，直到死亡。有些動物在動情週期時，陰道會有帶血的分泌物，而這些分泌物有時會被誤以為是月經。

## 與月經的分別
哺乳動物之間的生殖系統構造大致相同，包括負責調節的下丘腦系統，定時釋放促性腺激素释放激素，使分泌促卵泡激素和促黃體激素的垂體和卵巢本身釋放出性激素，包括了雌激素和孕激素。然而，物種間的生殖系統在其詳細運作上有很大差異。當中的一個分別是：有動情週期的動物在沒有懷孕時，會重新吸收子宮內膜；而有月經的動物則會在經期時把子宮內膜排除體外。另一個區別是性活躍期：有動情週期的物種，其雌性通常只在動情階段時才性活躍以及交配。與此相反的是：有月經的物種可以在任何時間都能性交，即使未到排卵期。與其他物種不同的是，人類被認為在排卵時，在其外在沒有任何明顯的變化以及發出任何信號。這種現象，被稱為隱蔽排卵。不過，這種講法受到一些研究的質疑，指她們雖然沒有發出外在的信號，然而在思想上往往有較多的性方面的聯想。

## 另見
- 生育能力
- 絕育
- 月經